# A-86929
A-86929は、選択的にドーパミン受容体D1アゴニストとして作用する合成物質である。この物質はパーキンソン病やコカイン中毒の治療のために開発され、ヒトでは十分な有効性が示されたが、ジスキネジアを引き起こし、継続はされていない。主に二酢酸エステルのプロドラッグであるアドロゴリド (adrogolide) の方が生物学的利用能が優れている。

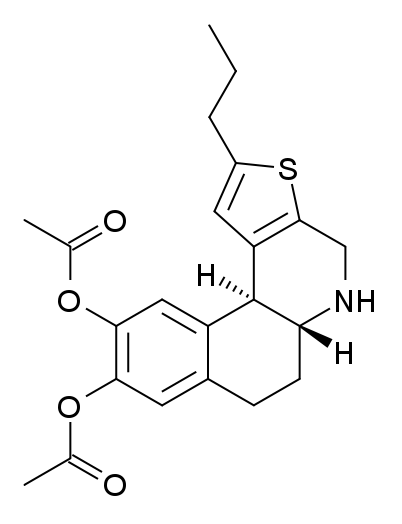
アドロゴリド